# A Brit Királyi Haditengerészet hadrendben álló hajóinak listája

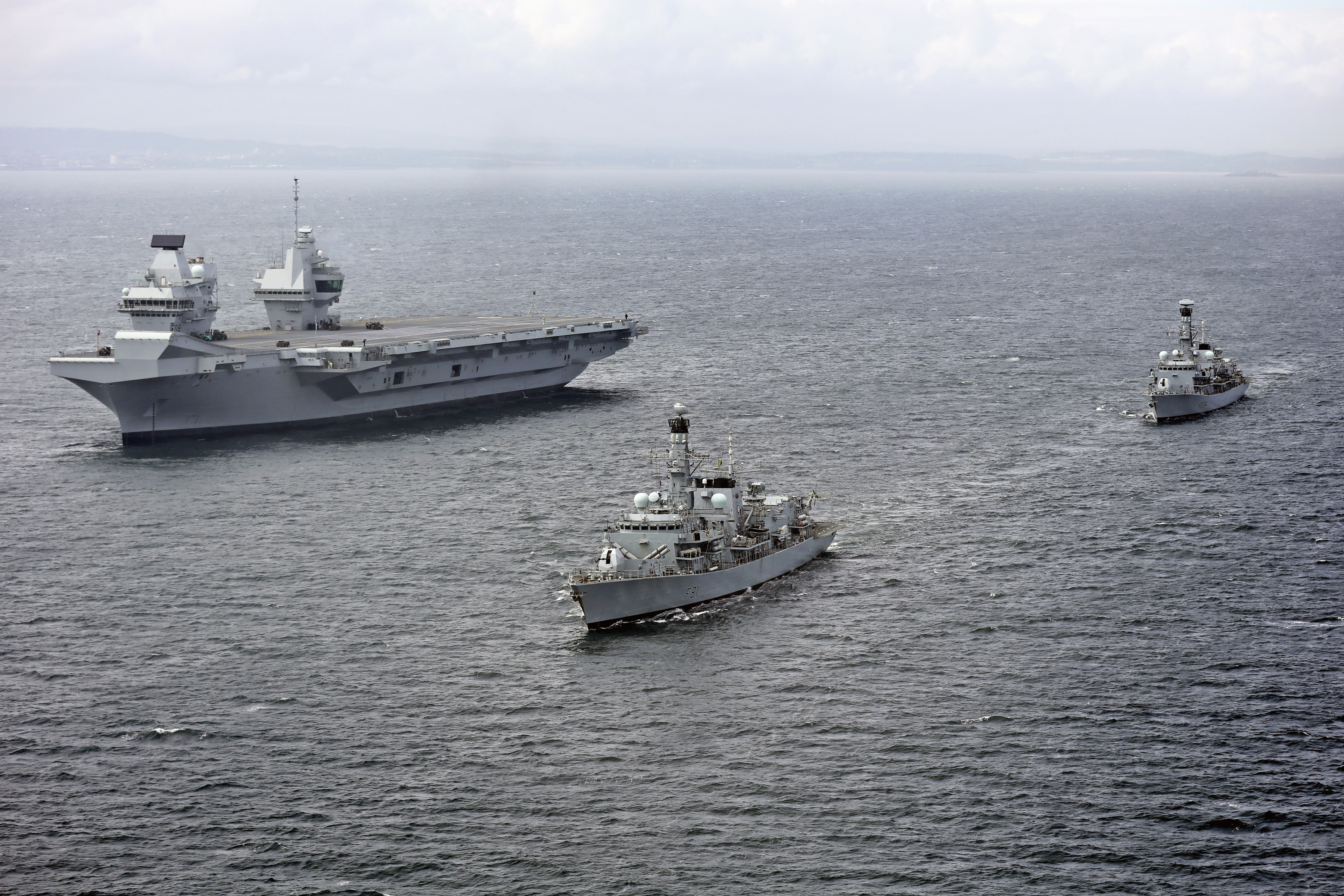
Az HMS Queen Elizabeth (R08) brit szuper repülőgép-hordozó, két fregatt, az HMS Sutherland (F81) és az HMS Iron Duke (F234) társaságában, 2017-ben.

Ez a lista a Brit Királyi Haditengerészet összes hadrendben álló hajóját sorolja fel a 2021.
A Royal Navy-nek összesen 76 hadrendbe állított hajója van:
- 24 flottakísérő hajó
  - 6 rakétaromboló[1]
  - 12 fregatt[2]
- 12 atomtengeralattjáró
  - 4 ballisztikus rakéta-hordozó tengeralattjáró (SSBN)[3]
  - 8 vadásztengeralattjáró (SSN)[4][5]
- 2 repülőgép-hordozó[6]
- 2 partraszálló-hordozó

A kiegészítő Royal Fleet Auxiliary és Royal Maritime Auxiliary Service flották hajóit itt nem soroltuk fel.

## Nagyméretű felszíni hajók

### Queen Elizabeth-osztályú szuper repülőgép-hordozó (2)
- HMS Queen Elizabeth (R08) - a flotta zászlóshajója

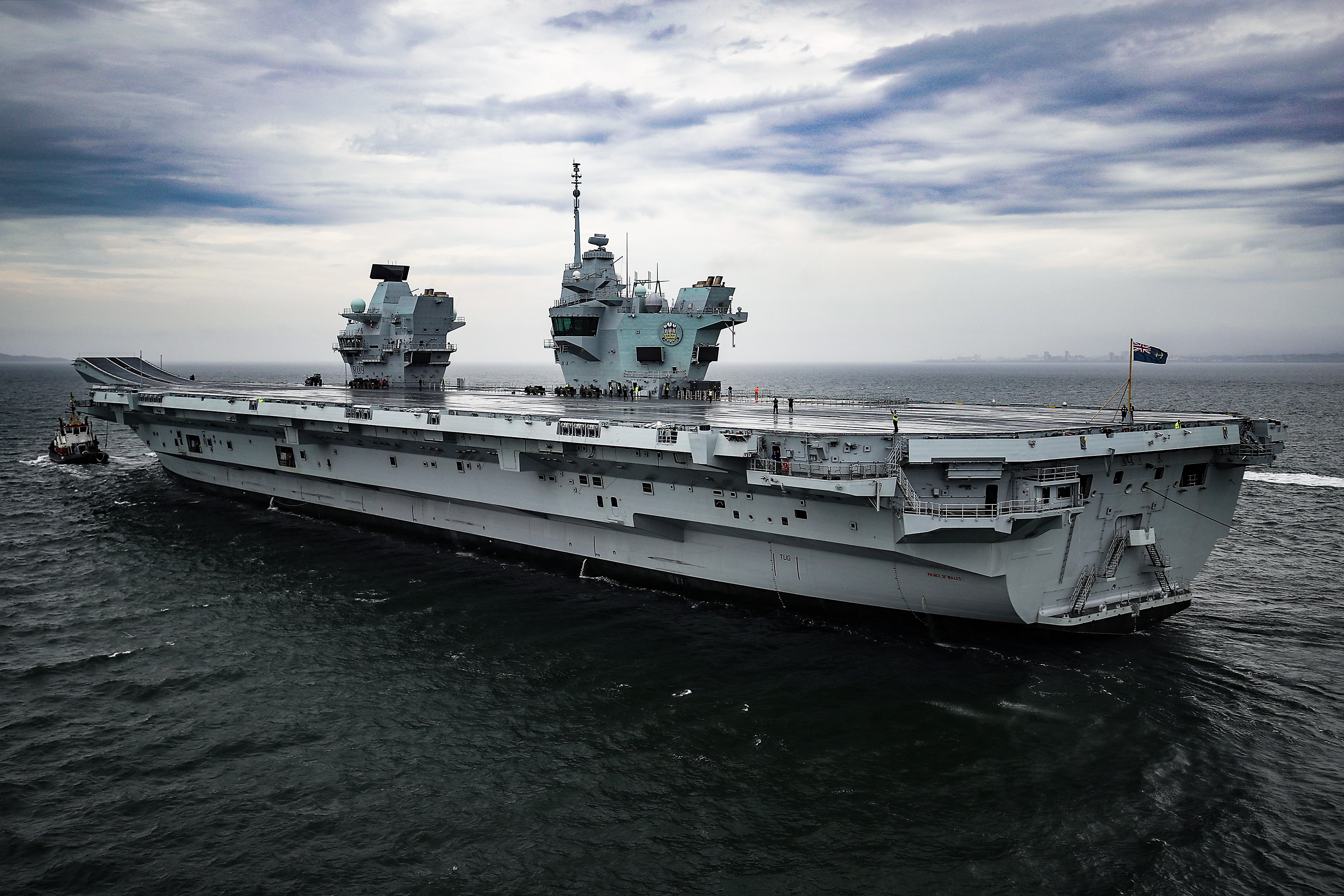
Az HMS Prince of Wales (R09) brit szuper repülőgép-hordozó.

- HMS Prince of Wales (R09)

### Type 45 romboló (6)

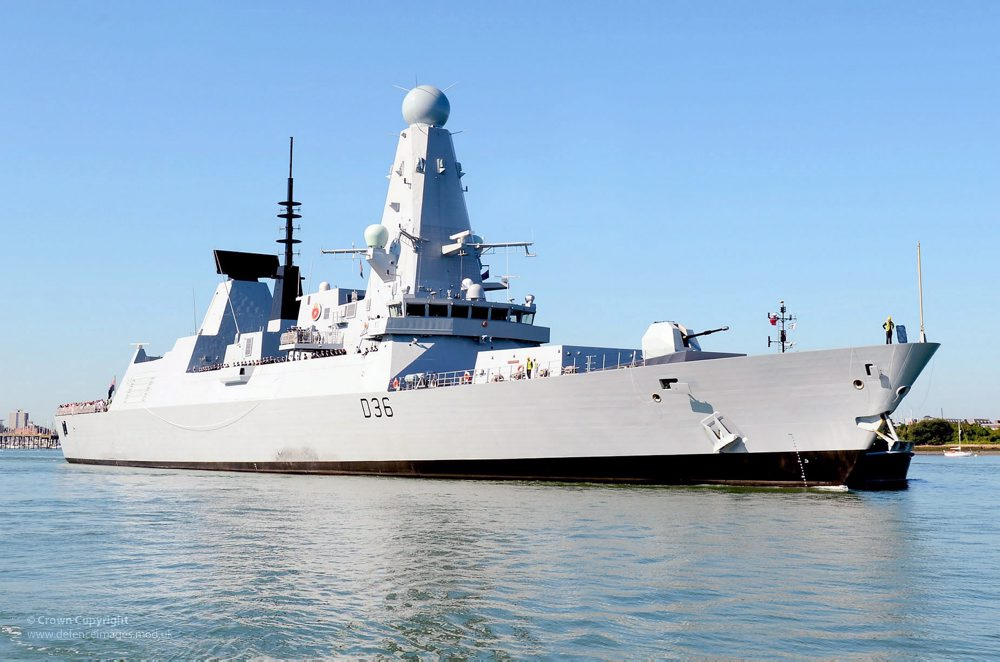
Type 45 romboló:
HMS Defender (D36)

- HMS Daring (D32)- 2009[7]
- HMS Dauntless (D33) - 2010[8]
- HMS Diamond (D34) - 2011[9]
- HMS Dragon (D35) - 2012[10]
- HMS Defender (D36) - 2013[11]
- HMS Duncan (D37) - 2013[12]

### Type 23 fregatt (12)

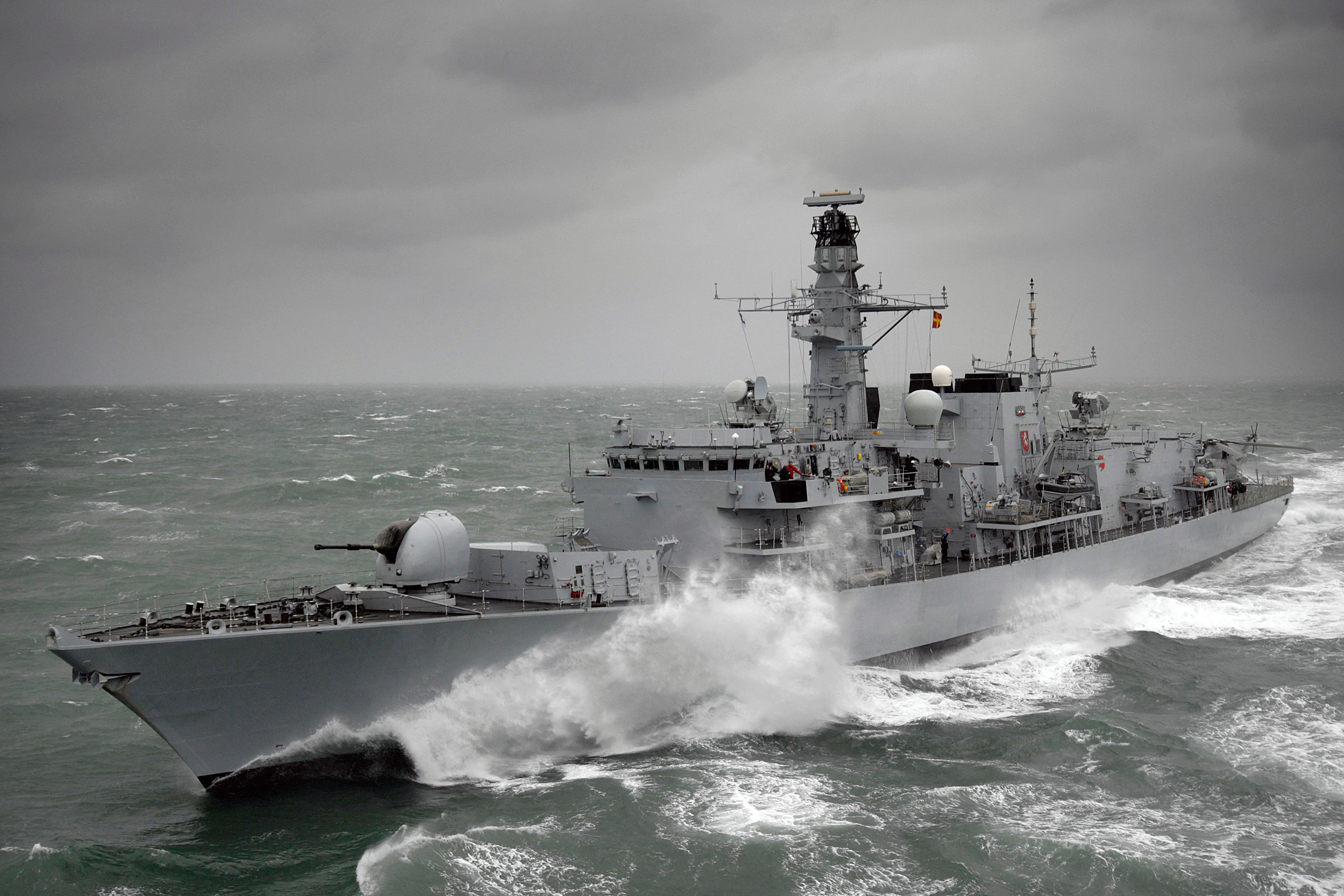
Type 23 fregatt:
HMS Kent (F78)

- HMS Argyll (F231)[13]
- HMS Lancaster (F229)[14]
- HMS Iron Duke (F234)[15]
- HMS Montrose (F236)[16]
- HMS Westminster (F237)
- HMS Northumberland (F238)
- HMS Richmond (F239)
- HMS Somerset (F82)
- HMS Sutherland (F81)
- HMS Kent (F78)
- HMS Portland (F79)
- HMS St Albans (F83)

## Partraszálló erők

### Albion-osztályú partraszálló-hordozó (2)
- HMS Albion (L14)[17]
- HMS Bulwark (L15)[18]

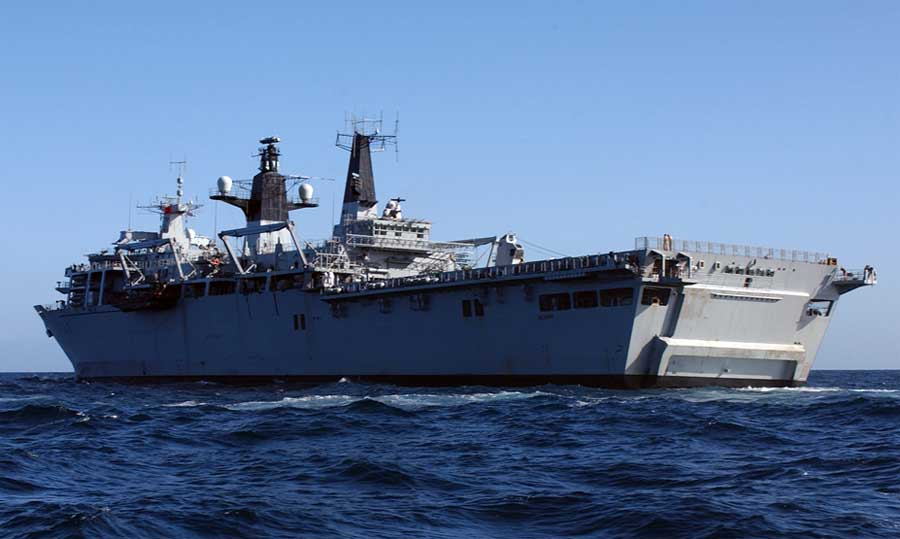
Albion-osztályú partraszálló-hordozó:
HMS Bulwark (L15)

A Royal Navy kötelékébe tartozó hajókon kívül a Royal Fleet Auxiliary kisegítőflottának négy Bay-osztályú partraszálló-hordozója van.

### Trafalgar-osztályú vadásztengeralattjáró (3)

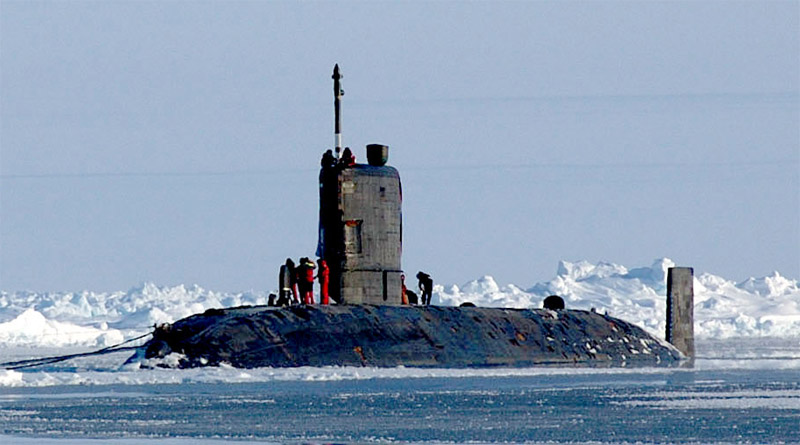
Trafalgar-osztályú vadásztengeralattjáró:
HMS Tireless (S88)

## Tengeralattjárók

### Vanguard-osztályú ballisztikus rakéta-hordozó tengeralattjáró (4)

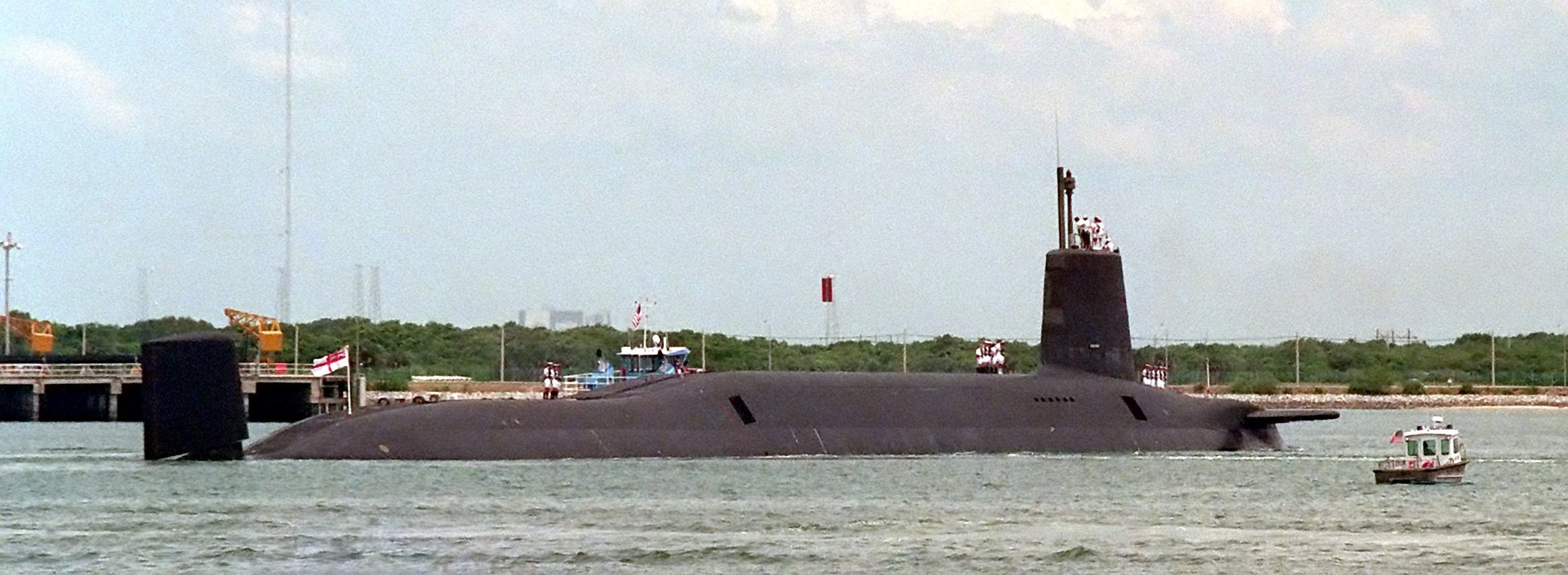
Vanguard-osztályú ballisztikus rakéta-hordozó tengeralattjáró
HMS Vanguard (S28)

- HMS Vanguard (S28)
- HMS Victorious (S29)
- HMS Vigilant (S30)
- HMS Vengeance (S31)

### Astute-osztályú vadásztengeralattjáró (4)

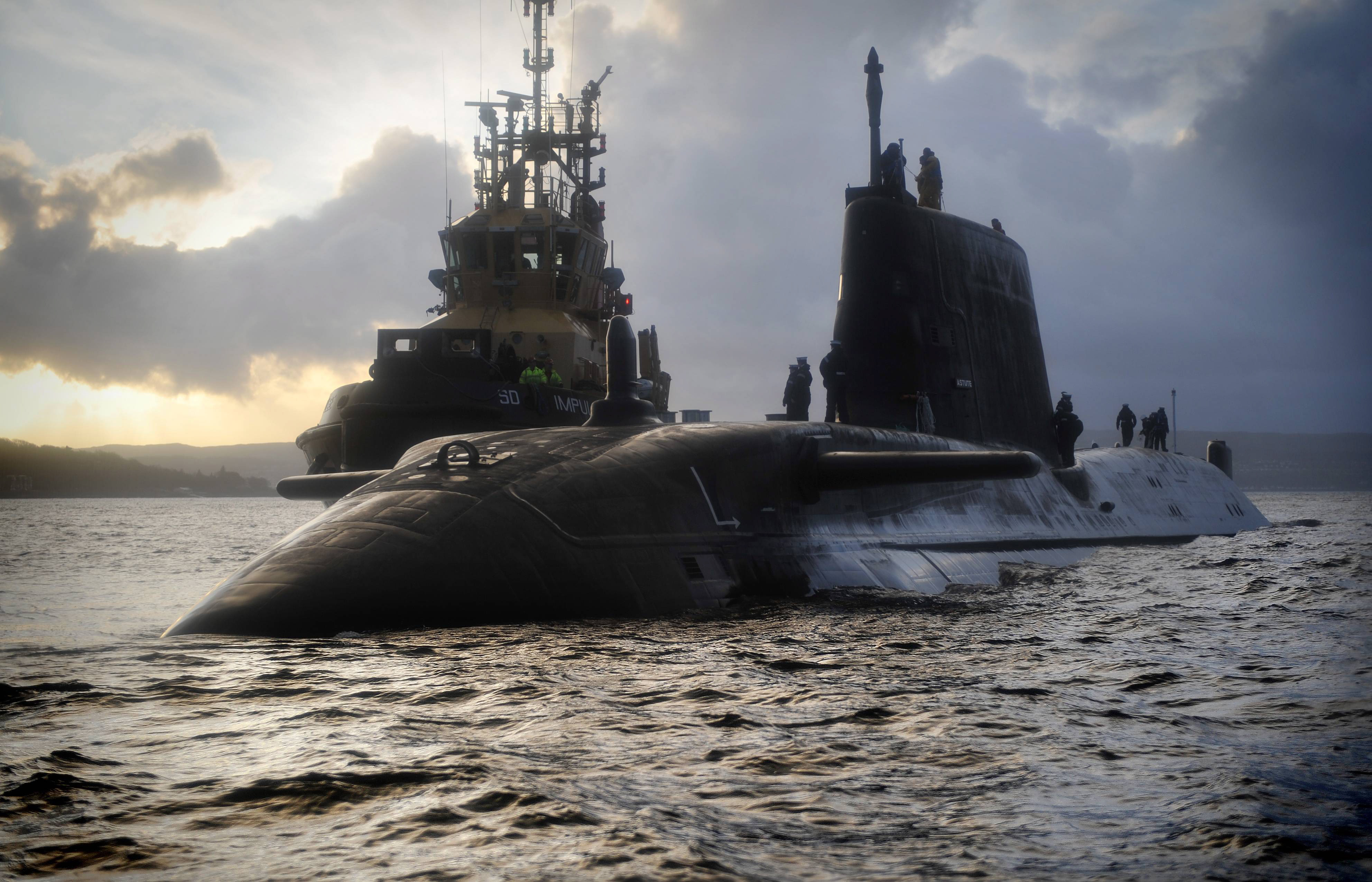
Astute-osztályú vadásztengeralattjáró:
HMS Astute (S88)

- HMS Astute (S119)[19]
- HMS Ambush (S120)[20]
- HMS Artful (S121)[21]
- HMS Audacious (S122)[22]

### Trafalgar-osztályú vadásztengeralattjáró (3)[5]
- HMS Trenchant (S91)
- HMS Talent (S92)
- HMS Triumph (S93)

## Aknaszedők

### Sandown-osztály (8)

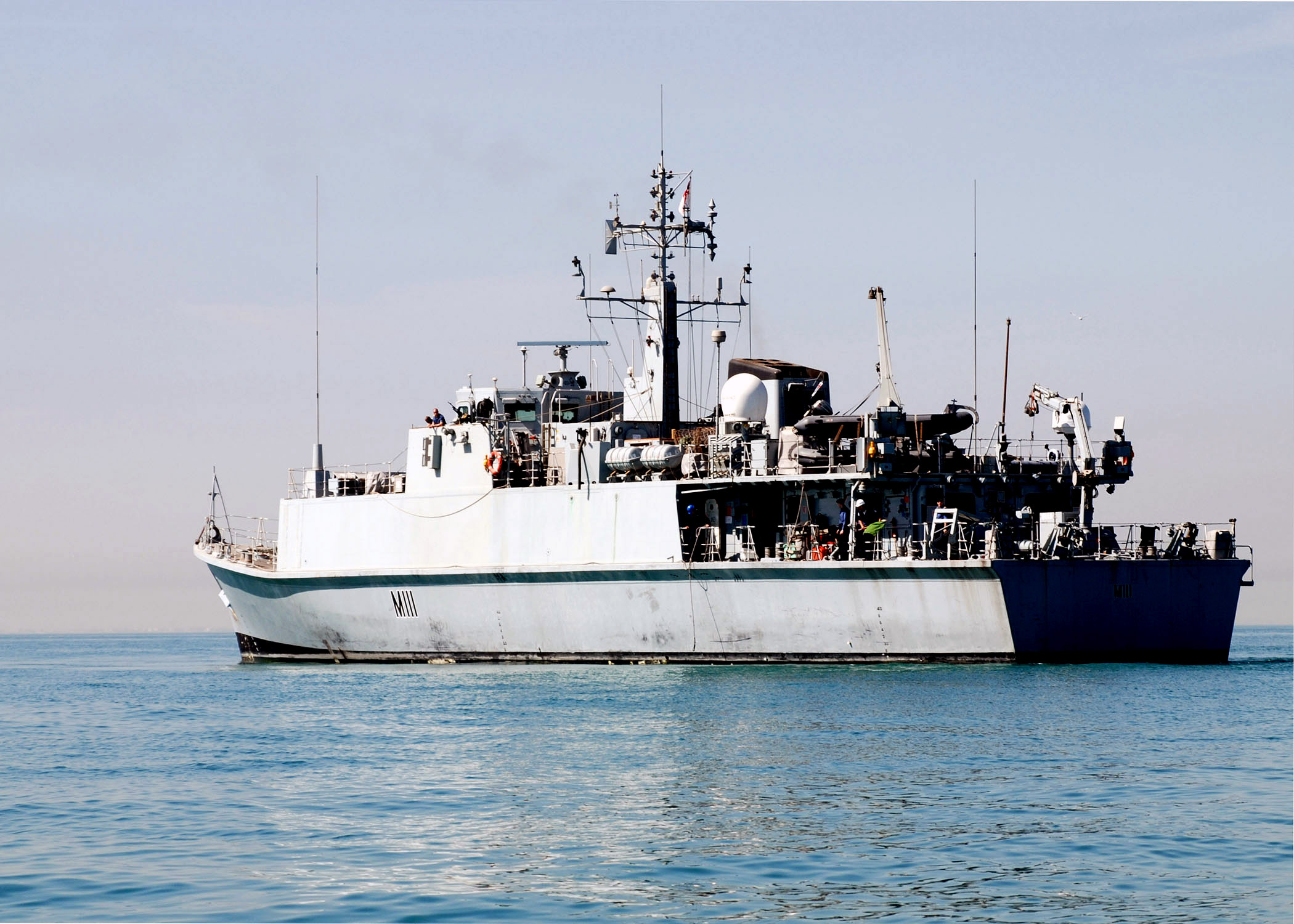
Sandown-osztályú aknaszedő:
HMS Blyth (M111)

- HMS Walney (M104)
- HMS Penzance (M106)
- HMS Pembroke (M107)
- HMS Grimsby (M108)
- HMS Bangor (M109)
- HMS Ramsey (M110)
- HMS Blyth (M111)
- HMS Shoreham (M112)

### Hunt-osztály (8)

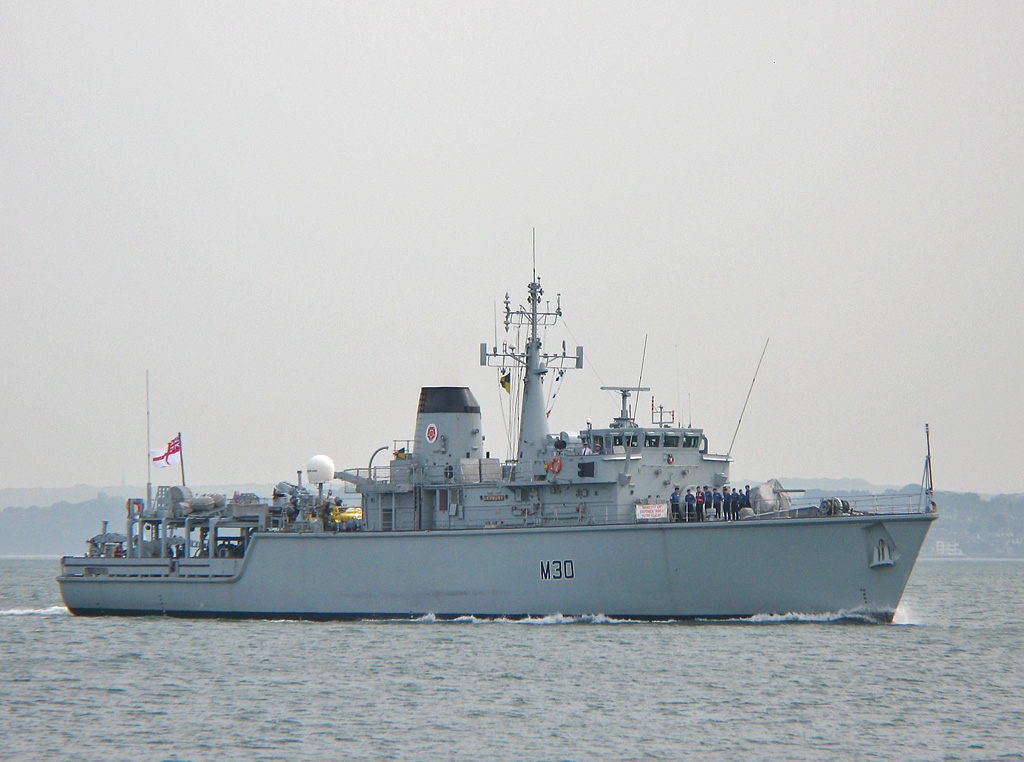
Hunt-osztályú aknaszedő:
HMS Ledbury (M30)

- HMS Ledbury (M30)
- HMS Cattistock (M31)
- HMS Brocklesby (M33)
- HMS Middleton (M34)
- HMS Chiddingfold (M37)
- HMS Atherstone (M38)
- HMS Hurworth (M39)
- HMS Quorn (M41)

## Járőrhajók

### Antarktiszi jégtörő és járőrhajó (1)

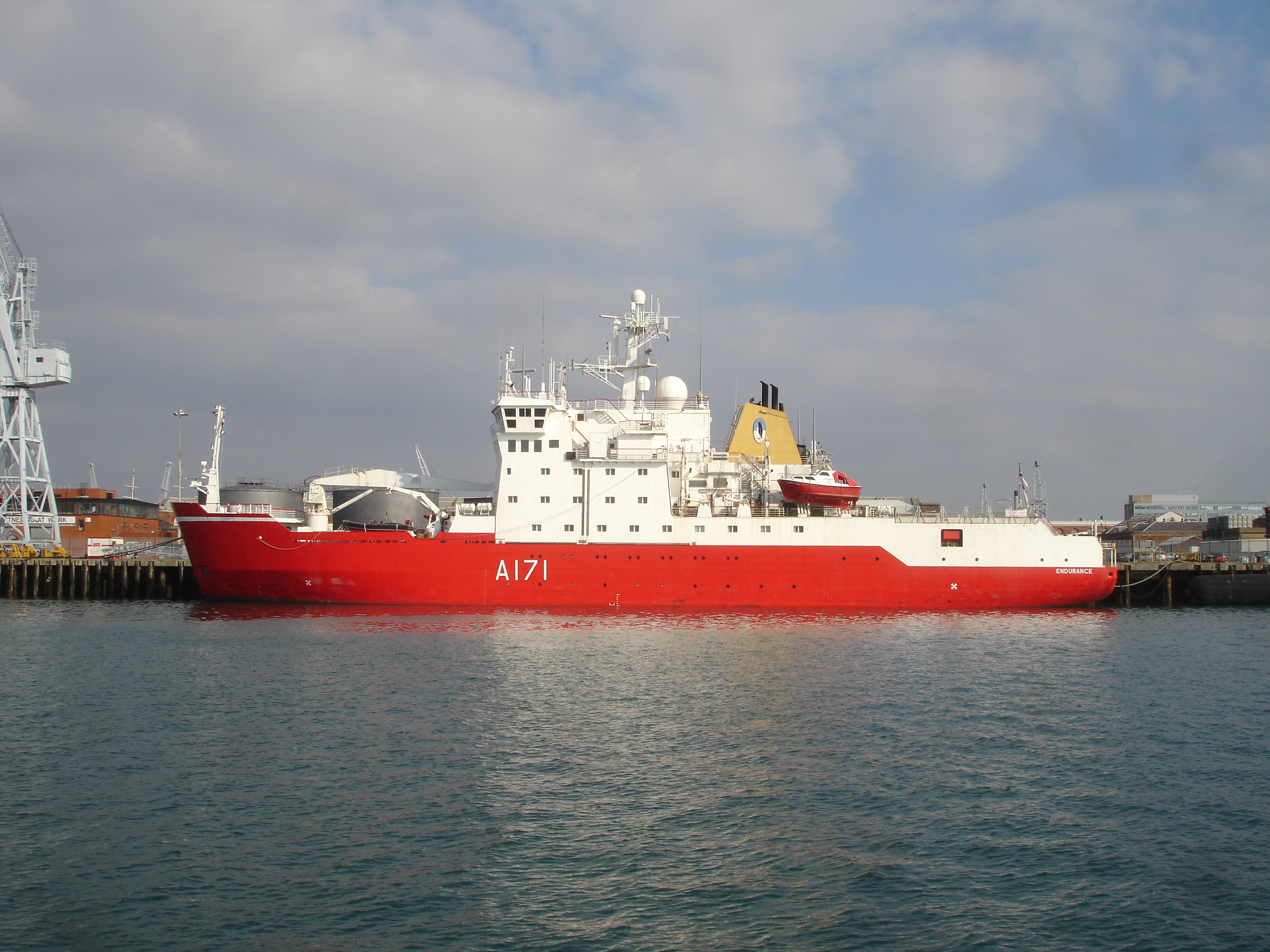
Antarktiszi jégtörő és járőrhajó:
HMS Endurance (A171)

- HMS Endurance (A171)

### River-osztályú járőrhajó (4)

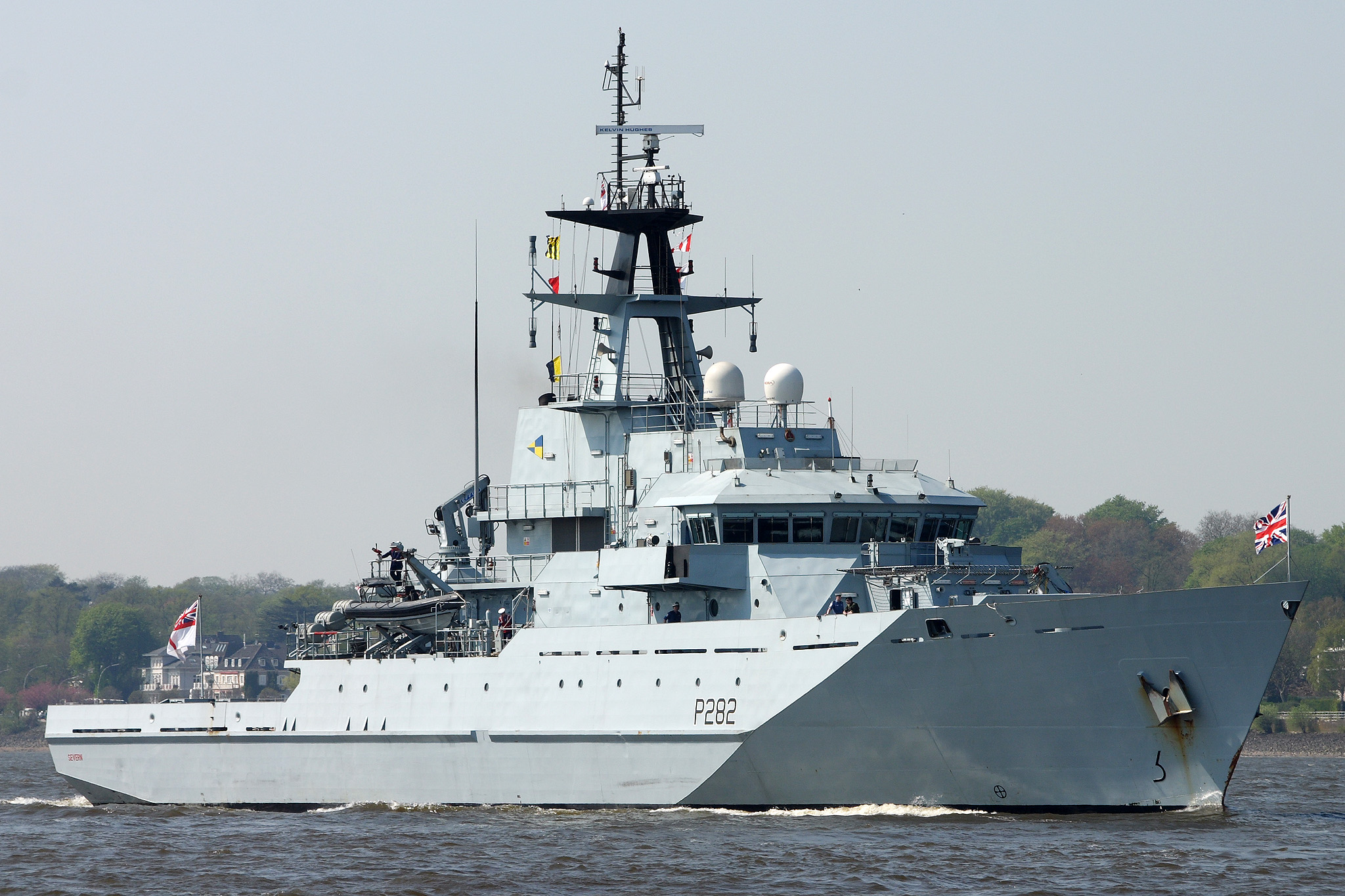
River-osztályú járőrhajó:
HMS Severn (P282)

- HMS Mersey (P283)
- HMS Severn (P282)
- HMS Tyne (P281)
- HMS Clyde (P257)

## Gyors járőr-motorcsónakok

### Archer- avagy P2000 osztály (14)

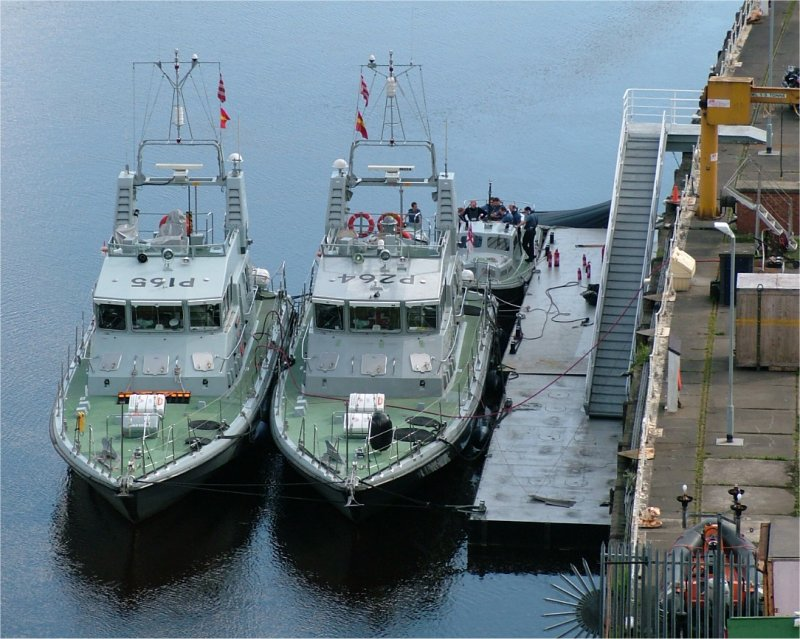
A HMS Archer (P264) és a HMS Example (P165) Archer-osztályú járőrhajók a HMS Calliope parti létesítmény mellett

- HMS Archer (P264)
- HMS Biter (P270)
- HMS Smiter (P272)
- HMS Blazer (P279)
- HMS Puncher (P291)

- HMS Charger (P292)
- HMS Ranger (P293)
- HMS Trumpeter (P294)
- HMS Express (P163)
- HMS Example (P165)
- HMS Explorer (P164)
- HMS Exploit (P167)
- HMS Tracker (P274)
- HMS Raider (P275)

### Scimitar-osztály (gibraltári század) (2)
- HMS Scimitar (P284)
- HMS Sabre (P285)

### Archer- avagy P2000 osztály (ciprusi század) (2)
- HMS Pursuer (P273)
- HMS Dasher (P280)

## Tengermérő hajók

### Mélytengeri tengermérő hajó (1)
- HMS Scott (H131)

### Partmenti tengermérő hajó (1)
- HMS Magpie (H130)[23]

### Echo-osztályú többcélú tengermérő hajó (2)
- HMS Echo (H87)
- HMS Enterprise (H88)

## Más hadrendbe állított hajók
- HMS Victory - Nelson admirális hajója, jelenleg a mindenkori Admiralitás második lordjának zászlóshajója, állandóan a portsmouthi kikötőben áll[24]

## Handrenbe állításra váró hajók
Ezeket a hajókat 2009. februárjára már leszállították a Királyi Haditengerészet számára, jelenleg tengeri próbákon vesznek részt, hamarosan hadrenbe állnak.

### Astute-osztályú vadásztengeralattjáró
- HMS Agamemnon (S119) - A 2023-ban készül el.

## Parti bázisok
Haditengerészeti bázisok 

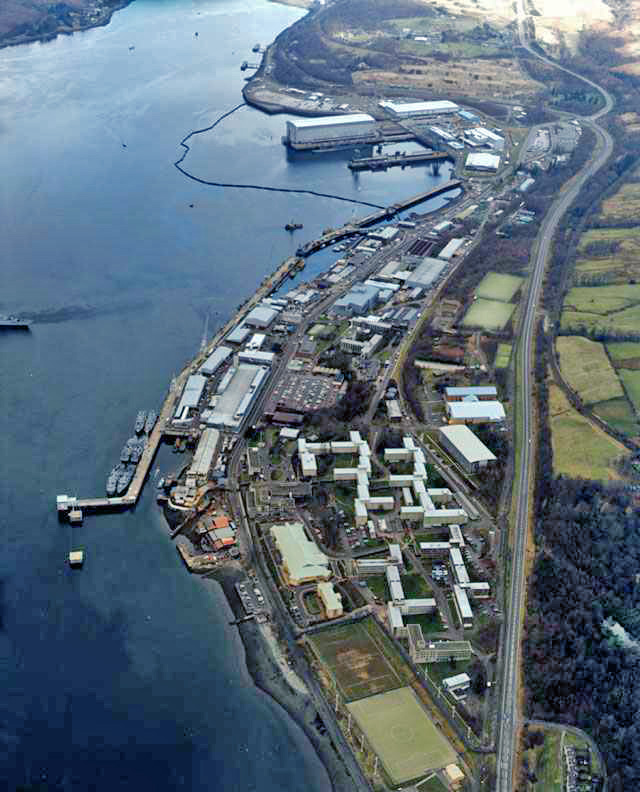
Clyde haditengerészeti bázis
(HMS Neptune) a skóciai Faslane-ben

- HMS Drake (His Majesty's Naval Base (HMNB) Devonport, Devonport, Devon)
- HMS Nelson (HMNB Portsmouth, Portsmouth)
- HMS Neptune (HMNB Clyde, Faslane, Skócia)

 Légitámaszpontok 
- HMS Seahawk - Royal Navy Air Station (RNAS) Culdrose (Cornwall)
- HMS Heron - RNAS Yeovilton (Somerset)

 Kiképzőbázisok 
- HMS Collingwood (Fareham, Hampshire)
- HMS Dartmouth (Britannia Royal Naval College, Darmouth, Devon)
- HMS Excellent (Whale Island, Portsmouth)
- HMS Raleigh (Torpoint, Cornwall)
- HMS Sultan (Gosport, Hampshire)
- HMS Temeraire (Portsmouth)

 Egyéb 
- Rosyth-dokk (Rosyth, Skócia)

## Külső hivatkozások
- A Royal Navy honlapja (angolul)
- A Royal Navy hajóinak hivatalos listája (angolul)